# Dentatherina merceri
Dentatherina merceri är en fiskart som beskrevs av Patten och Ivantsoff, 1983. Dentatherina merceri ingår i släktet Dentatherina och familjen Dentatherinidae. Inga underarter finns listade i Catalogue of Life.